# Liga Profesional de Fútbol
La Liga Profesional de Fútbol —conocida comercialmente como LigaPro, o por sus siglas LPFE, y legalmente denominada como Liga Profesional de Fútbol del Ecuador— es una asociación deportiva integrada por los clubes profesionales que participan en la primera categoría del Campeonato Ecuatoriano de Fútbol. Fue creada en 2018 y forma parte de la Federación Ecuatoriana de Fútbol (FEF) aunque tiene personalidad jurídica propia y goza de autonomía para su funcionamiento.
Su principal función, además de defender los intereses de sus asociados, es la organización de la primera categoría del Campeonato Ecuatoriano de Fútbol (la Serie A y la Serie B) bajo supervisión de la FEF.

## Historia

### Antecedentes
Desde 1970 hasta 2014,[cita requerida] la Liga Profesional de Fútbol del Ecuador se intentó crear una Liga Profesional de Fútbol en Ecuador, hubo algunos intentos, solo eso, el último en 2014, y se llegó a concretar en 2018.
En 1970,[cita requerida] Gustavo Mateus Ayluardo ya exponía la necesidad de crear la Liga Profesional de Fútbol en el Ecuador.[cita requerida]
En 1978,[cita requerida] Miguel Marchán ya proponía crear la Liga Profesional de Fútbol en el Ecuador.[cita requerida]
En 1996,[cita requerida] Isidro Romero ya proponía crear la Liga Profesional de Fútbol en el Ecuador, además varios directivos de los equipos de la Serie A y Serie B en definitiva, son: Aucas, Barcelona, Deportivo Cuenca, Deportivo Quito, El Nacional, Emelec, Espoli, Green Cross, Liga de Portoviejo, Liga de Quito, Olmedo, Técnico Universitario, Calvi, Delfín, Deportivo Quevedo, Imbabura S. C., Liga de Loja, Panamá S. C., Santa Rita y 9 de Octubre y varios directivos de la Federación Ecuatoriana de Fútbol se reunieron y congregaron a proponer el proyecto de la creación de la Liga Profesional de Fútbol del Ecuador cosa que finalmente no sucedió.[cita requerida]

### Inicios
El primer comité ejecutivo de la Liga Pro se formó en abril de 2018 y fue confirmado el 3 de mayo del mismo año.
La primera directiva se formó por los siguientes presidentes de clubes profesionales, con los siguientes cargos en la Liga Pro:
- Miguel Ángel Loor (Guayaquil City), presidente.
- Esteban Paz (Liga de Quito), vocal.
- Santiago Morales (Independiente del Valle), vocal.
- Raúl Gómez (CS Emelec), vocal.
- Galo Cárdenas (Deportivo Cuenca), vocal.
- Jaime Estrada (Manta FC), vocal.
- Roberto Rodríguez (Liga de Portoviejo), vocal.
- Favian Aguilar (Fuerza Amarilla), vocal.
- Jimmy Montanero (Barcelona SC), vocal.

Se contrató como director ejecutivo al español Luis Manfredi, que venía desempeñando funciones de responsable de compras y coordinación interna de la Liga Española, pero por petición de Javier Tebas presidente de la Liga Española y en ayuda a la naciente Liga ecuatoriana fue designado como el primer director ejecutivo. El segundo director ejecutivo designado fue Alberto Díaz.
El logo oficial de la Liga Pro fue presentado el 4 de julio de 2018, que tiene principalmente un fondo color negro con cuatro franjas de forma circular con los colores de la bandera de Ecuador, cada franja tiene un detalle que tiene su significado:
- Cuatro franjas que apuntan hacia el interior representan la unión de los clubes.
- Los colores la bandera de Ecuador.
- Las flechas simbolizan el respeto.
- La rama de laurel la victoria y la gloria.
- Los símbolos de género es la inclusión.
- La mano un alto a la violencia.

### Actualidad
El 1 de agosto de 2022 el Consejo de Presidentes reeligió a Miguel Ángel Loor por un periodo de cuatro años hasta finales de 2026.

## Torneos de clubes organizados por Liga Pro
| Torneo           | Última edición | Campeón vigente | Más campeonatos           | Estatus     |
| ---------------- | -------------- | --------------- | ------------------------- | ----------- |
| Liga Pro         | 2024           | Liga de Quito   | Barcelona (16)            | Profesional |
| Liga Pro Serie B | 2024           | Cuniburo        | Técnico Universitario (6) | Profesional |

Actualizado al 8 de abril de 2023.

## Presidentes
| Presidente        | Ciudad de origen | Período         |
| ----------------- | ---------------- | --------------- |
| Miguel Ángel Loor | Guayaquil        | 2018 - presente |

## Fundación
La fundación de la Liga de Fútbol Profesional que es una entidad cultural privada, es creada a iniciativa y por acuerdo unánime de la Asamblea General de los clubes de Fútbol Profesional de Ecuador, con personalidad jurídica propia, sin ánimo de lucro, y con plena autonomía funcional, que se constituye con fecha 26 de enero de 2018.
La Liga Pro será la encargada de organizar los campeonatos de Serie A y Serie B, así como también del aspecto financiero y económico no solo de la Liga sino de los clubes que la conforman, así mismo de la comercialización de los derechos audiovisuales.
La Liga Pro tiene a cargo las comisiones de escenarios, disciplina, seguridad, tribunal de apelaciones y derechos comerciales.